# Andreu Viloca
Andreu Viloca (Barcelona, 1949) és un metge i empresari català, conegut per haver sigut tresorer de Convergència Democràtica de Catalunya, de la Fundació CatDem i de Nous Catalans.
Vinculat al Col·legi de Metges, abans de treballar per a Convergència havia treballat al sector privat, com a directiu en un hòlding empresarial dedicat al sector immobiliari, financer i d'assegurances. De perfil tècnic i gestor, va esdevenir tresorer del partit el gener de 2011, quan Daniel Osàcar es va jubilar.
L'octubre del 2015 fou detingut per la policia com a presumpte implicat en el Cas del 3%. Poc després de ser empresonat va sortir en llibertat quan el Partit va pagar una fiança de 250.000 euros. La fiscalia defensa que Viloca podria estar vinculat a adjudicacions irregulars d'obra pública. Durant el judici sobre el cas, Viloca es va negar a declarar.